# New England Review
New England Review est un magazine littéraire trimestriel publié par le Middlebury College. Il a été créé en 1978 par Sydney Lea et Jay Parini,. De 1982 à 1990, le magazine s'est appelé The New England Review & Bread Loaf Quarterly, puis est revenu à son nom d'origine en 1991. Il publie de la poésie, de la fiction, des traductions et des essais.
Le New England Review Award for Emerging Writers offre une bourse d'études lors de la Bread Loaf Writers' Conference (BLWC) pour les jeunes écrivains de tous les genres littéraires. Ce prix annuel est décerné à un écrivain qui apporte une forme narrative originale et convaincante, publiée dans l'année par le magazine et est sélectionné par la rédaction et le directeur de la BLWC.